# 利德賀大樓

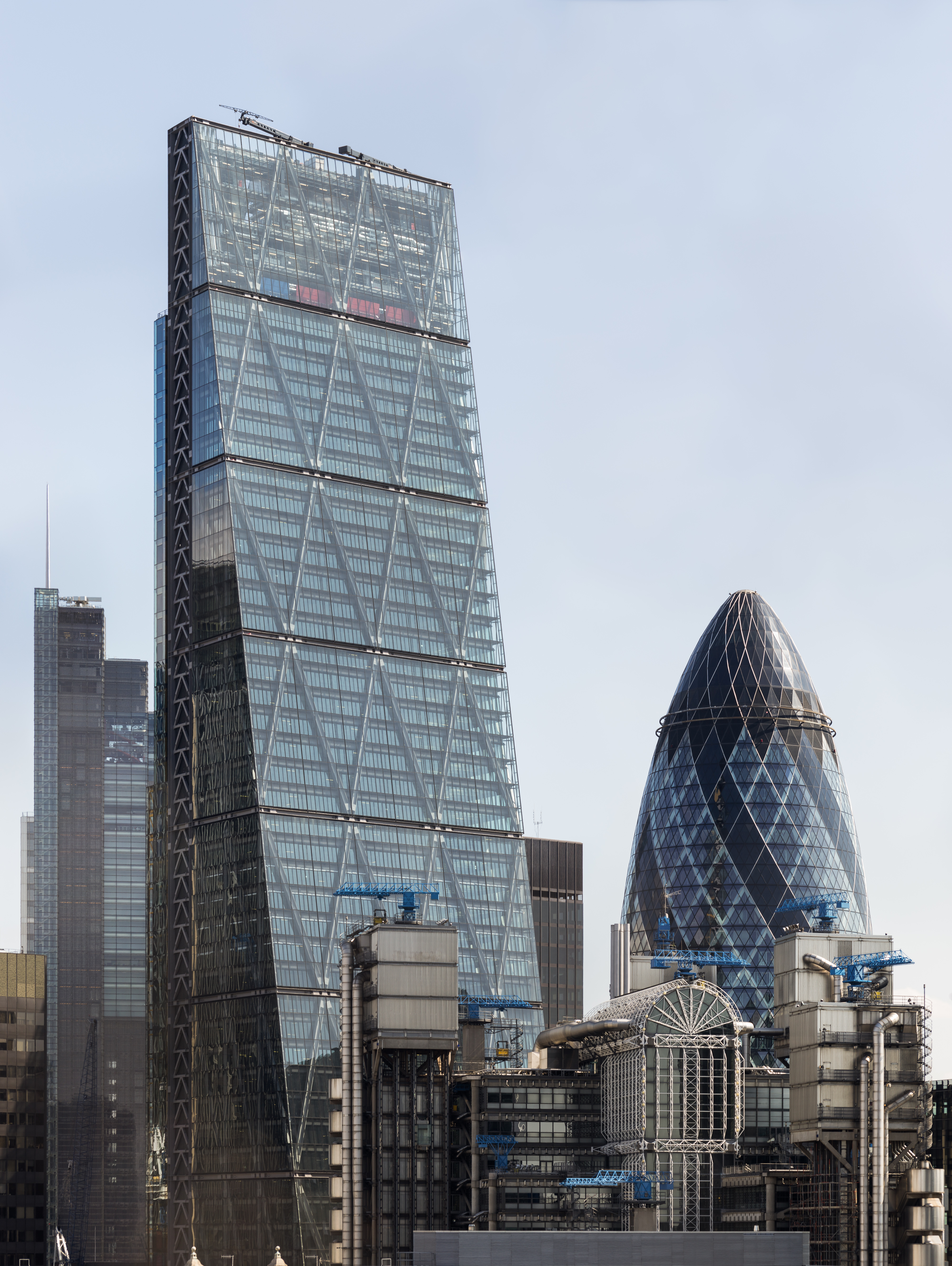
利德賀大樓

利德賀大樓（Leadenhall Building），或稱利德賀街122號（122 Leadenhall Street），是位於英國倫敦利德賀街的一座樓高46層的商業大樓，高225米，寫字樓及零售樓面總共61萬平方呎，租戶群為金融及專業服務機構為主，和勞埃德大廈相鄰。
利德賀大樓開業於2014年7月，設計者是 Rogers Stirk Harbour + Partners。利德賀大樓是倫敦市中心金融區最新完成的大樓之一。由於大廈設計形同用來刨硬起司的廚房器具，因此俗稱“起司刨”。
2017年3月1日中渝置地以11.35億英鎊向Union Property及Oxford Properties購入倫敦利德賀大樓100%業權